# Østre Toten
Østre Toten é uma comuna da Noruega, com 554 km² de área e 14 633 habitantes (censo de 2004).         